# وطن ع وتر
وطن ع وتر، هو برنامج تلفزيوني فلسطيني بدأ عرضه عام 2009، يوظف الكوميديا في نقد الواقع السياسي والاجتماعي الفلسطيني، وهو من بطولة عماد فراجين، ومنال عوض، وخالد المصو، ومحمد الطيطي.

## عرضه
بدأ عرض المسلسل في العام 2009 على شاشة التلفزيون الفلسطيني الرسمي، وكان من أوائل الأعمال التلفزية الفلسطينية ذات الطابع الكوميدي في نقد الواقع الاجتماعي السياسي الذي يعرض كذلك على قناة رسمية، استمر العرض حتى العام 2011، حيث تعرّض المسلسل لموجة من الانتقادات الرسمية والشعبية، ولدعاوى قضائية بسبب محتوى بعض الحلقات، لينتهي الأمر بإصدار النائب العام الفلسطيني قرارًا بوقف بث حلقات المسلسل على التلفزيون الرسمي، ما اعتبره أصحاب العمل مساسا بالديمقراطية وحرية التعبير، وانتقد آخرون وقف البث معتبرينه قد جاء لدوافع سياسية.
انتقل بعدها المسلسل ليُعرض على قناة الفلسطينية في الأعوام 2012 و2013 مع جرعة أقل من النقد السياسي والتركيز على الوضع الاجتماعي، وتوقف خلالها في العام 2014 بسببحرب غزة ، وأيضا في 2015 بسبب ارتباطات أخرى لبعض أبطال العمل الذين قاموا بعروض ستاند أب كوميدي في العاصمة الأردنية عمّان، وقدّم فراجين أعمال أخرى خلال العام 2016.
عاد المسلسل من جديد في 2017 ليُعرض على قناة رؤيا الأردنية وكذلك قناة الفلسطينية، وكان للعمل صبغة عربية عامة لا تقتصر على نقد الواقع الفلسطيني، وتعرّض كذلك لبعض النقد بسبب محتوى بعض الحلقات، في العام 2018 انتقل العمل ليُعرض على قناة الأردن اليوم، وعاد في 2019 ليعرض على قناة رؤيا من جديد، واستمر كذلك في 2020.